# Malá Morava (potok)
Malá Morava (německy Klein Mohrauerbach) je levostranný přítok řeky Moravy v okrese Šumperk v Olomouckém kraji. Délka toku činí 9,8 km. Plocha povodí měří 13,0 km².

## Průběh toku
Říčka pramení v pohoří Králický Sněžník, v údolí jižně od hory Podbělka, blízko chaty Babuše ve výšce asi 1220 m n. m. Teče směrem k jihu a po asi 3,5 km toku opouští lesy, cestou přibírá několik dalších zdrojnic. Poté protéká osadou Sklené (dnes část Malé Moravy), níže po proudu samotnou vesnicí Malá Morava a i v tomto úseku přibírá několik dalších přítoků. Na dolním konci obce Malá Morava se zleva vlévá do řeky Moravy ve výšce asi 515 m n. m.

## Zajímavosti

### Vodopád Malé Moravy
Zhruba mezi 6,5 a 7,0 říčním kilometrem vytváří říčka řadu kaskád. V těchto místech se nachází 5 m vysoký kaskádovitý vodopád.